# Glycine-Cleavage-System
Das Glycine-Cleavage-System (GCS) ist auch als Glycin-Decarboxylase-Komplex oder GDC bekannt. Das System besteht aus einer Reihe von Enzymen, die durch hohe Konzentrationen der Aminosäure Glycin ausgelöst werden. Dieselbe Reihe von Enzymen wird manchmal auch als Glycin-Synthase bezeichnet, wenn sie in umgekehrter Richtung läuft, um Glycin zu bilden. Das Glycine-Cleavage-System besteht aus vier Proteinen: dem T-Protein, dem P-Protein, dem L-Protein und dem H-Protein. Sie bilden keinen stabilen Komplex, weshalb man eher von einem „System“ als von einem „Komplex“ spricht. Das H-Protein ist für die Interaktion mit den drei anderen Proteinen verantwortlich und fungiert als Shuttle für einige der Zwischenprodukte der Glycin-Decarboxylierung. Bei Tieren als auch bei Pflanzen ist das Glycine-Cleavage-System lose an der inneren Membran der Mitochondrien befestigt. Mutationen in diesem Enzymsystem werden mit Glycin-Enzephalopathie in Verbindung gebracht.

## Komponenten
| Name                    | EC-Nummer   | Funktion |
| ----------------------- | ----------- | --- |
| P-Protein (GLDC)        | EC 1.4.4.2  | Glycindehydrogenase (decarboxylierend) oder nur Glycindehydrogenase (Pyridoxalphosphat) |
| T-Protein (GCST or AMT) | EC 2.1.2.10 | Aminomethyltransferase |
| L-Protein (GCSL or DLD) | EC 1.8.1.4  | Dihydrolipoyl-Dehydrogenase |
| H-Protein (GCSH)        |             | wird mit Liponsäure modifiziert und interagiert mit allen anderen Komponenten in einem Zyklus aus reduzierender Methylaminierung (katalysiert durch das P-Protein), Methylamintransfer (katalysiert durch das T-Protein) und Elektronentransfer (katalysiert durch das L-Protein). |

## Funktion

Darstellung des Reaktionsmechanismus des Glycine-Cleavage-Systems (GCS) mit Kopplung an Serin-Hydroxymethyltransferase.
Glycin – rot dargestellt – kondensiert mit GCS (A) und bildet eine Schiffsche Base (B), die nach Decarboxylierung und Freisetzung von CO_{2} mit der Liponsäure des H-Proteins reagiert (C).
Die Methylgruppe wird auf das Tetrahydrofolat (1) übertragen, um 5,10-Methylentetrahydrofolat (2) zu bilden, wobei ein Ammoniumion NH_{4}^{+} freigesetzt wird.
Die bei dieser Reaktion zurückbleibende Dihydroliponsäure (D) wird durch ein am L-Protein gebundenes FAD-Molekül oxidiert, das im Verlauf dieser Reaktion zu FADH_{2} reduziert (E) und dann durch Reduktion eines NAD^{+}-Moleküls regeneriert wird, um wieder das GCS (A) zu bilden.
Tetrahydrofolat wiederum wird aus 5,10-Tetrahydrofolat und einem zweiten Glycinmolekül durch die Serin-Hydroxymethyltransferase unter Bildung von L-Serin regeneriert.

In Pflanzen, Tieren und Bakterien katalysiert das Glycine-Cleavage-System die folgende reversible Reaktion:
Glycin + H4Folat + NAD+  ↔  5,10-Methylen-H4Folat + CO2 + NH3 + NADH + H+
In der enzymatischen Reaktion aktiviert das H-Protein das P-Protein, das die Decarboxylierung von Glycin katalysiert und das Zwischenmolekül an das H-Protein bindet, um es zum T-Protein zu transportieren. Das H-Protein bildet einen Komplex mit dem T-Protein, der Tetrahydrofolat (H4Folat) verwendet und Ammoniak und 5,10-Methylentetrahydrofolat abgibt. Nach der Interaktion mit dem T-Protein verbleiben dem H-Protein zwei vollständig reduzierte Thiolgruppen an der Lipoatgruppe. Das Glycin-Protein-System wird regeneriert, wenn das H-Protein oxidiert wird, um durch Wechselwirkung mit dem L-Protein die Disulfidbindung im aktiven Zentrum zu regenerieren, wodurch NAD+ zu NADH und H+ reduziert wird.
Bei Kopplung mit Serin-Hydroxymethyltransferase (SHMT) ergibt sich folgende Gesamtreaktion des Glycine-Cleavage-Systems:
2 Glycin + NAD+ + H2O → Serin + CO2 + NH3 + NADH + H+
Beim Menschen und den meisten Wirbeltieren ist das Glycine-Cleavage-System Teil des wichtigsten Glycin- und Serinkatabolismuspfades. Dies ist zum großen Teil auf die Bildung von 5,10-Methylentetrahydrofolat zurückzuführen, das einer der wenigen C1-Donatoren in der Biosynthese ist. In diesem Fall kann die aus dem Glycin-Katabolismus stammende Methylgruppe auf andere Schlüsselmoleküle, wie Purine und Methionin übertragen werden.
Diese Reaktion und damit auch das Glycine-Cleavage-System ist für die Photorespiration in C3-Pflanzen erforderlich. Das Glycine-Cleavage-System nimmt das aus einem unerwünschten Nebenprodukt des Calvin-Zyklus entstehende Glycin und wandelt es in Serin um, welches in den Zyklus zurückgeführt werden kann. Das durch die Glycinspaltung erzeugte Ammoniak wird durch den Glutaminsynthetase-Glutaminoxoglutarat-Aminotransferase-Zyklus aufgenommen, kostet die Zelle jedoch ein ATP und ein NADPH. Der Vorteil besteht darin, dass pro zwei O2, die fälschlicherweise von der Zelle aufgenommen werden, ein CO2 erzeugt wird, was einen gewissen Wert schafft in einem ansonsten energieraubenden Zyklus. Die an diesen Reaktionen beteiligten Proteine machen zusammen etwa die Hälfte der Proteine in den Mitochondrien von Spinat- und Erbsenblättern aus. Das Glycine-Cleavage-System ist in den Blättern der Pflanzen ständig vorhanden, allerdings in geringen Mengen, bis sie dem Licht ausgesetzt werden. Während des Höhepunkts der Photosynthese steigt die Konzentration des Glycine-Cleavage-Systems um das Zehnfache.
Im anaeroben Bakterium Clostridium acidiurici verläuft das Glycine-Cleavage-System meist in Richtung der Glycinsynthese. Während die Glycinsynthese durch das Spaltungssystem aufgrund der Reversibilität der Gesamtreaktion möglich ist, ist sie bei Tieren nicht ohne weiteres zu beobachten.

## Klinische Bedeutung
Die Glycin-Enzephalopathie, die auch als nichtketotische Hyperglycinämie (NKH) bezeichnet wird, ist eine primäre Störung des Glycine-Cleavage-Systems, die auf eine verminderte Funktion dessen zurückzuführen ist und die zu erhöhten Glycinwerten in den Körperflüssigkeiten führt. Die Krankheit wurde 1969 erstmals klinisch mit dem Glycine-Cleavage-System in Verbindung gebracht. Frühe Studien ergaben hohe Glycinwerte in Blut, Urin und Liquor cerebrospinalis. Erste Untersuchungen mit Hilfe der Kohlenstoffmarkierung zeigten eine verminderte CO2- und Serinproduktion in der Leber, was direkt auf Mängel bei der Glycinspaltung hindeutet. Weitere Untersuchungen haben gezeigt, dass Deletionen und Mutationen in der 5'-Region des P-Proteins die wichtigsten genetischen Ursachen der nichtketotischen Hyperglykämie sind. In selteneren Fällen wurde auch eine Missense-Mutation im genetischen Code des T-Proteins gefunden, die dazu führt, dass das Histidin auf Position 42 zu Arginin mutiert ist und eine nichtketotische Hyperglykämie verursacht. Diese spezifische Mutation wirkte sich direkt auf das aktive Zentrum des T-Proteins aus und führte zu einer verminderten Effizienz des Glycine-Cleavage-Systems.